# Le Fana de l'aviation
 (mars 2013).
Si vous disposez d'ouvrages ou d'articles de référence ou si vous connaissez des sites web de qualité traitant du thème abordé ici, merci de compléter l'article en donnant les références utiles à sa vérifiabilité et en les liant à la section « Notes et références ».
Le Fana de l'aviation est un magazine mensuel consacré à l'histoire de l'aviation. Il est publié par les éditions Larivière.

## Contenu
La ligne éditoriale consiste à aborder l'histoire de l'aviation à partir des archives et des témoignages, depuis l'Antiquité jusqu'aux années 2000. Sont ainsi proposées des études historiques et des monographies, comme sur le Dassault Rafale A. Des hors-séries sont publiés tous les quatre mois (deux collection classiques par an et une collection moderne). Ces hors-série sont consacrés à des monographies ou des études historiques. Les hors-séries classiques sont consacrés  à l'aviation de collection et les hors-séries modernes abordent eux l'aviation contemporaine, par exemple le salon du Bourget.

## Historique
Son nom original était L'album du fanatique de l'aviation. Il a été créé en mai 1969 par Robert J. Roux et Michel Marrand. Il est ensuite dirigé par Serge Pozzoli. Le magazine devient Le Fana de l'aviation en 1983. Michel Marrand fut le premier rédacteur en chef, puis Michel Bénichou lui succéda en 1983. Alexis Rocher est le rédacteur en chef depuis le no 500 en juillet 2011. Le magazine a marqué ses 50 ans d'existence dans son numéro 595 publié en juin 2019. 
Il avait été annoncé dans Le Fanatique de l'aviation de mars 1983 que le magazine allait prendre le nom de « Fanavia » mais le changement ne fut jamais appliqué.

## Les auteurs
Le Fana de l'aviation publie des articles rédigés par des auteurs spécialistes de l'histoire de l'aviation par période ou par thèmes. Plusieurs auteurs ont publié des ouvrages dans la collection Docavia ou chez d'autres éditeurs.
Auteurs réguliers : 
- Roland de Narbonne aborde l'aviation française[5].
- Alain Pelletier écrit des articles sur l'aviation américaine et britannique ainsi que sur le transport aérien[6].
- Michel Bénichou intervient sur les débuts de l'aviation[7].
- Claude Carlier est le spécialiste de l'histoire de Dassault et de l'aviation française entre 1945 et 1975.
- David Méchin travaille sur l'aviation de la Première Guerre mondiale et les as de cette période[8].
- Laurent Albaret travaille sur le thème de l'Aéropostale et l'aviation des années 1930[9].
- Le journaliste Frédéric Lert est l'auteur d'articles sur l'aviation contemporaine[10].
- Philippe Wodka-Galien publie sur le thèmes de l'aviation stratégique[11].
- Frédéric Marsaly est auteur sur le thème de la lutte contre les incendies et l'aviation moderne[12].
- Alfred Price est l'auteur d'article sur l'aviation pendant la Seconde Guerre mondiale et la guerre électronique.

Auteurs disparus :
- Jean Cuny (1925-1992), ancien pilote de l'Armée de l'air et navigateur d'essais chez Dassault, écrivait des articles sur l'histoire de l'aviation en France.
- Patrick Facon (1949-2016) écrivait des articles sur l'Armée de l'air.
- René Jacquet-Francillon (1937-2018)  était spécialisé dans l'aviation américaine.

## Couvertures
La couverture illustrée est une des caractéristiques majeures du Fana de l'aviation. initialement la couverture était entourée en couleur orange, bien reconnaissable dans les rayons des librairies. Cette couleur avait été choisie pour faire le pendant de l'entourage jaune du Le fanatique de l'automobile. Depuis le numéro 161 (avril 1983), la couverture avec le cadre orange a disparu, ce qui a rendu la présentation du magazine moins reconnaissable. 
Dès son premier numéro, le magazine prend le parti de délaisser la photographie pour la couverture et de la remplacer par une peinture originale ayant pour thème le dossier du mois. Plusieurs artistes travaillent chaque mois sur la couverture : Lucio Perinotto, Daniel Bechennec, Damien Charit, Julien Lepelletier,   Romain Hugault sont des illustrateurs réguliers.

## Rédacteurs en chef
- Michel Marrand (1969-1982) ;
- Michel Bénichou (1983-2011) ;
- Alexis Rocher (depuis 2011).

## Les index des anciens numéros
L'Aérobibliothèque du site internet Aérostories propose le détail de chaque numéro depuis le no 504 publié en novembre 2011.
Le site Aéro-Index présente le sommaire détaillé du no 1 au no 493.
La page indexfanaviation sur Blogspot propose le sommaire thématique du Fana de l'aviation.